# زيليا نوتال
زيليا ماريا ماغدالينا نوتال (بالإنجليزية: Zelia Nuttall)‏ (6 سبّتمبر 1857، سان فرانسيسكو – 12 إبريل 1933، كويواكان، المكسيك) كانت عالمة آثار أمريكية وعالمة أنثروبولوجيا متخصصة في ثقافات الأزتك المكسيكية والمخطوطات ما قبل الكولومبية. اكتشفت مخطوطتين منسيتين من هذا النوع في مجموعات خاصة، إحداهما كانت مخطوطة زوتشي-نوتال. وكانت من أوائل من عرَّفوا وميزوا التحف التي يرجع تاريخها إلى فترة ما قبل الأزتك.

## سيرتها الشخصية
ولدت نوتال في سان فرانسيسكو عام 1857 لوالد إيرلندي وهو الدكتور وربرت كندي نوتال ووالدة مكسيكسة-أمريكية هي ماغدالينا بّاروت. تزوجت من عالم الآثار الفرنسي ألفونس لويس بّينارد عام 1880 وأنجبا طفلًا، ولكنهما تطلقا عام 1888.
درست في فرنسا، ألمانيا، وإيطاليا، وفي كلية بيدفورد، لندن. خلال رحلة نوتال الأولى للمكسيك عام 1884 مع عائلتها، عملت لصالح المتحف الوطني للأنثروبولوجيا في مكسيكو سيتي بوظيفة أستاذة فخرية في علم الآثار. خلال زيارتها تيوتيهواكان في تلك السنة، جمعت رؤوسًا طينية من سان خوان تيوتيهواكان. دُرست القطع سابقًا ولكنها لم تؤرَّخ أو تُفهم بشكل صحيح. كان هذا أساس منشورها الذي قادها للشهرة، «الرؤوس الطينية لتيوتيهواكان» للدورية الأمريكية لعلم الآثار (1886). وبسبب نجاح هذه المقالة، عُينت مساعدة خاصة في متحف بيبودي لعلم الآثار وعلم الأجناس في هارفارد.
رآها فريدريك بّوتنام، عالم الآثار الأمريكي الرائد وأمين متحف بّيبودي منذ 1875 إلى 1909، وعالم الآثار الألماني الأمريكي فرانز بواس بمثابة وسيط ممتاز بين حلقات عماء الحضارة الأمريكية في بلدان مختلفة بسبب تعليمها وعلاقاتها العالمية. أشاد بّوتنام بنوتال في تقريره السنوي للمتحف عام 1886 لكونها «على دراية بلغة الناهيوتل، وامتلاكها أصدقاء مقربين ومؤثرين بين المكسيكيين، وموهبة استثنائية في علم اللغات وعلم الآثار». جعلتها خلفية عائلتها شريكًا مثاليًا للعلاقات مع المكسيك. ولعب هذا دورًا مهمًا في إنشاء معهد التعاون الدولي المدرسة الدولية لعلم الآثار وعلم الأعراق البشرية الأمريكية في المكسيك.
منذ عام 1886 وحتى 1899 تبعت عائلتها إلى أوروبّا وعاشت في درسدن. انتقلت في عام 1902 إلى مكسيكو ستي في بيت من القرن التاسع عشر اسمه كوينتا روزاليا، والذي كان محل إقامتها الرئيسي حتى وفاتها. أصبح بيتها الذي غيرت اسمه إلى كاسا دي ألفّارادو مكان لقاء لعلماء الحضارة الأمريكية الأجانب، والعلماء والمفكرون. سمحت لها الأرض الكبيرة التي امتلكتها بتنمية شغفها في البستنة. درست فن الحديقة المكسيكي، والأعشاب الطبية، واتخذت مجموعة من البذور المحلية غير المعروفة في الولايات المتحدة، والتي كانت تنوي تقديمها. شاكرت أيضًا في إدخال زراعة القلقاس المأكول في ولاية أوريزابا.
كان لدى نوتال العديد من التحف الأثرية في المتاحف وزارت العديد من المواقع، ولكن في عام 1910 قامت وبموافقة السلطات المكسيكية، بأول حفريات مهمة لها على جزيرة الأضحية (إيزلا دي ساكريفيسيوس)، حيث اكتشفت موقعًا لبقايا أضحية بشرية. خلال بعثتها، نَسب مشرفها، سالفّادور باتريس الاكتشاف لنفسه. استقالت من منصبها في المتحف الوطني لعلم الآثار وكتبت «جزيرة الأضحية»، ونُشر عام 1910 في دورية أميريكان أنثروبّولوجست. كان تقريًرا مفصلًا عن اكتشاف الموقع وتنقيبه مما دفع الحكومة المكسيكية إلى استبدال باتريس.
كانت نوتال عضوًا في عدة معاهد أكاديمية، من ضمنها متحف هارفارد بّيبودي والمتحف الوطني لعلم الآثار في مكسيكو ستي واستمرت بأغلب نشاطاتها دون مقابل وعلى أساس رسوم الخدمات. كان لديها، مع ذلك، بعض الرعاة، من ضمنهم فيبي هارست، والدة ويليام هارست، وهو مؤسس متحف فيبي أي. هارست لعلم الآثار في بيركيلي، والذي تبرعت له نوتال بالعديد من القطع.
كانت نوتال أيضًا الأساس لشخصية السيدة نوريس في رواية دي. أتش. لورنس ذا بّلامد سيربّنت.

## وصلات خارجية
- زيليا نوتال على موقع الموسوعة البريطانية (الإنجليزية)
- مؤلفات زيليا نوتال في مشروع غوتنبرغ
- أعمال أو نبذة عن زيليا نوتال على أرشيف الإنترنت